# Вольфсберг (Каринтия)

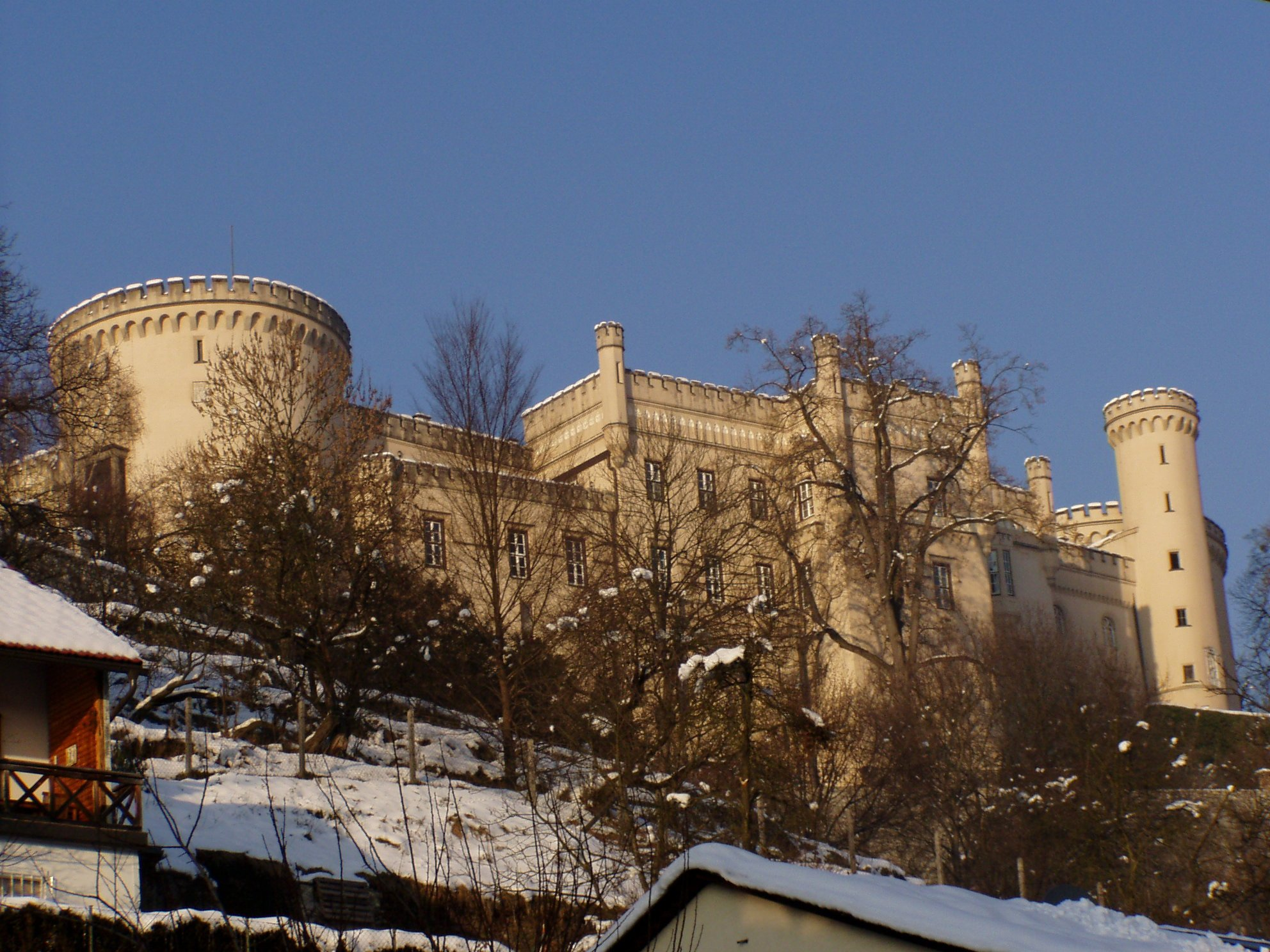
Замок Вольфсберга

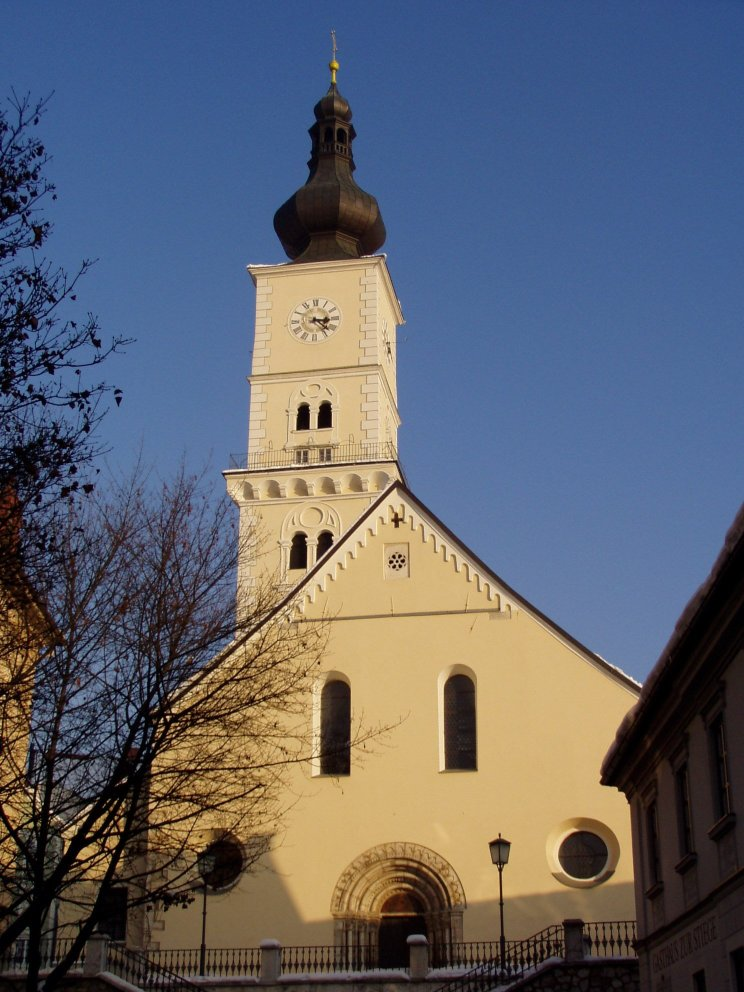
Церковь Святого Маркуса (нем. Markuskirche)

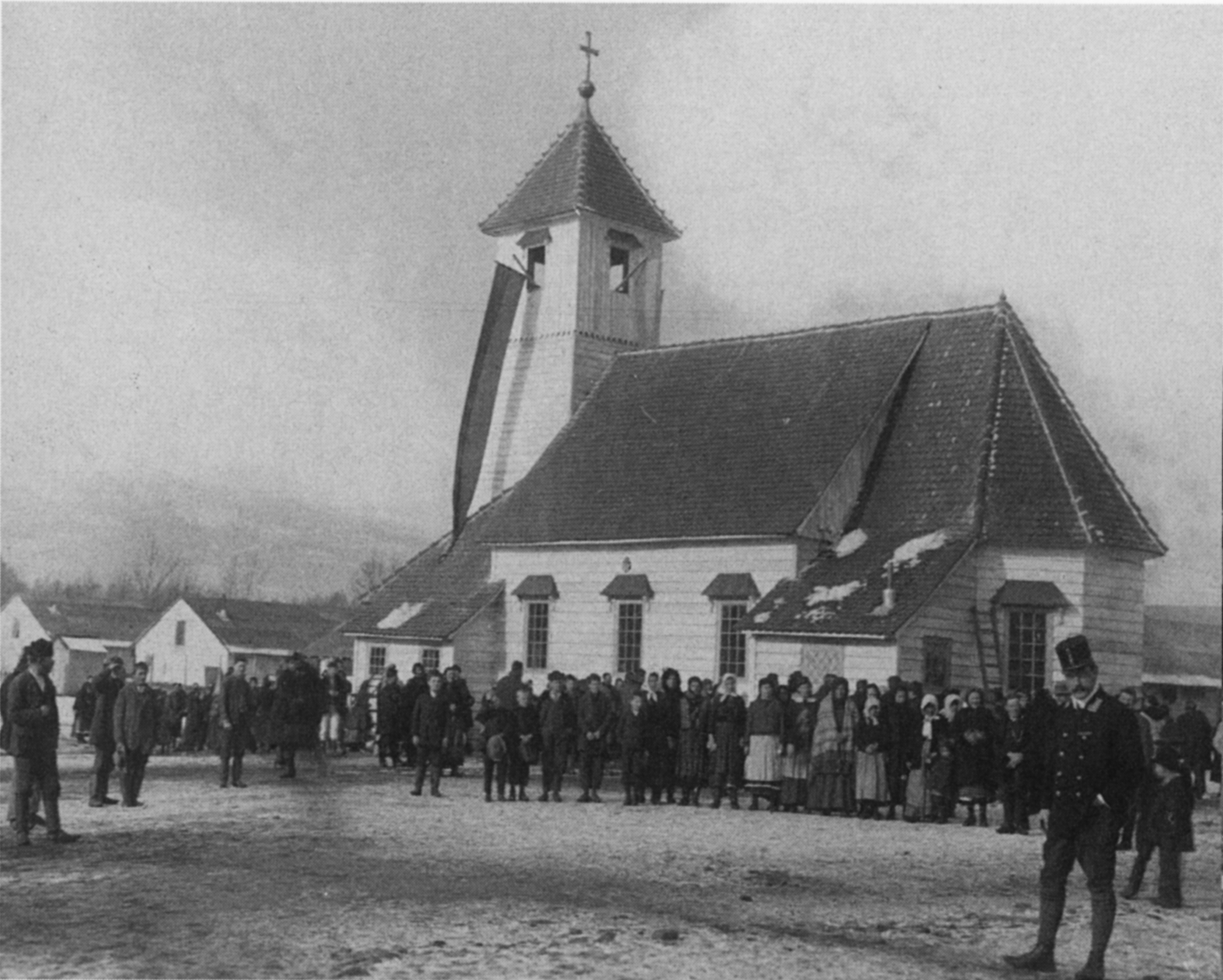
Лагерь военнопленных в Вольфсберге, 1914 год.

Во́льфсберг (нем. Wolfsberg, словен. Volšperk — Вольшперк) — город и городская община в Австрии, в федеральной земле Каринтия, административный центр округа. находится на реке Лаботница.
Входит в состав округа Вольфсберг. Население составляет 25 366 человек (на 31 декабря 2005 года). Занимает площадь 278,3 км². Официальный код — 2 09 23.

## История
На территории города есть артефакты бронзового века и гальштатской культуры, а также Римской империи. В начале XI века, предположительно в 1007 году, поселение вошло в Архиепархию Бамберга. В 1178 году замок был впервые упомянут в документах как Wolfsperch (Вольфшперх). Замок Вольфсберга был построен на левом берегу реки Лаботница, а затем вокруг начинали возводить город. Эта часть города сейчас называется «Верхний город» (нем. Obere Stadt).В 1289 году это поселение было обнесено со всех сторон крепостной стеной. Епископ Вернто Шенк 30 Сентября 1331 года официально присвоил Вольфсбергу статус города. В 1338 году жившие в Вольфсберге евреи были изгнаны из города. В конце XIV века через реку Лаботница построили мост, и на другой стороне реки начали возводить пригород, который сейчас называется «Нижний город» (нем. Untere Stadt). Обе части города были полностью обнесены стеной, причем Верхний город своими укреплениями также был связан с замком.
В XVI веке Вольфсберг был центром Реформации. Ганс Унгнад построил в Вольфсберге одну из первый австрийский типографий. Там были напечатана Библия на немецком и словенском языках. Вице-адмирал Георг фон Штадион провел контрреформацию, снес дворцовую часовню и в 1634 году поселил Капуцинов.
В 1716 году из-за пожара в городе сгорело 170 зданий. В 1759 году Вольфсберг, как и другие бамбергские владения в Каринтии, перешел к Габсбургам путем покупки. После упадка виноградарства торговля и переработка железа стали важнейшей отраслью экономики. В 1780 году Франц Пауль фон Герберт основал в Вольфсберге свинцово-белильный завод. В 1846 году верхнесилезский граф Гуго Хенкель фон Доннерсмарк получил власть в городе и перестроил Замок Вольфсберга в современный замок в английском стиле Тюдоров.
В рамках июльского переворота 1934 года национал-социалистам 26 июля после полудня удалось оккупировать город. Во время Второй мировой войны с 1939 по 1945 год в городе у реки Лаботница находился лагерь для военнопленных, Шталаг XVIII A (нем. Stalag XVIII A), с 35 командными бараками и более 7000 пленных — поляков, французов, голландцев, бельгийцев, югославов, русских, англичан, канадцев и итальянцев. В результате бомбардировок союзников 18 декабря 1944 года погибли 46 жителей лагеря и 3 мирных жителя. После Второй мировой войны около 3000-4000 членов национал-социалистических организаций и предполагаемых военных преступников были арестованы в лагере военнопленных Вольфсберга. В 1948 году этот лагерь был передан австрийским властям.

## Политическая ситуация
Бургомистр общины — Ганс-Петер Шлагхольц (СДПА).
Совет представителей общины (нем. Gemeinderat) состоит из 35 мест.
Распределение мест:
- СДПА занимает 20 места;
- АНП занимает 5 мест;
- АПС занимает 5 места;
- NEOS — Новая Австрия занимает 3 места;
- Зелёные занимают 2 места.

## Другое
В Вольфсберге родилась и училась Элизабет Кёстингер (р. 1978) — политик, депутат Европарламента с 2009 года.